# Sculptolobus zoui
Sculptolobus zoui är en stekelart som beskrevs av Yang, van Achterberg och Chen 2008. Sculptolobus zoui ingår i släktet Sculptolobus och familjen bracksteklar. Inga underarter finns listade i Catalogue of Life.